# Західно-Африканський кратон

Геоморфологія Західної Африки

Західно-Африканський кратон — один з п'яти кратонів, докембрійських фундаментів Африки, що складають Африканську плиту, інші є: Калахарійський кратон, Конголезький кратон, Сахарський метакратон і Танзанійський кратон. Ці фундаменти об'єднались наприкінці докембрія та ранньому палеозої і утворили Африканський континент. Свого часу, вулканічна діяльність по краю кратона, можливо, сприяла глобальному потеплінню

## Розташування і склад
Кратон було утворено, коли три архейські протократони об'єднались: Лео-Ман-Гана, Тауденні і Регейбат. Перші два зазнали колізії близько 2100 млн років тому, протократон Регейбат зістикувався з об'єднаним кратоном близько 2000 млн років. Підмурівок комбінованого кратона сягає глибини понад 300 км в субконтинентальній литосферній мантії
Західно-Африканський кратон простягається від Антиатласу Марокко до Гвінейської затоки, і обмежений рухомими поясами набагато молодших порід на півночі, сході і заході. Найдавніші породи метаморфизовані 2900 до 2500 млн років тому. У Сахарі вони в основному перекриті пізнішими відкладеннями фанерозою. Далі на південь, молоді вулканічні і осадові породи оголюються в Гані, Кот-д'Івуарі і Сьєрра-Леоне, у оточенні викладень докембрію
На Західно-Африканському кратоні розташовані сьогоденні держави: Марокко, Алжир, Мавританія, Сенегал, Гамбія, Гвінея-Бісау, Гвінея, Малі, Буркіна-Фасо, Сьєрра-Леоне, Ліберія, Кот-д'Івуар, Гана, Того і Бенін.

## Дрейф
Важко реконструювати ранній дрейф Західно-Африканського кратону, але близько 1100 мільйонів років тому, можливо він був одним з кратонів, що увійшли до складу суперконтиненту Родинія. У той час, Конголезький кратон лежав на захід від кратону Амазонія та Західно-Африканський кратон лежав на південь від них (обертаючись на 180 °, вони зберігають цю відносну конфігурацію)
Близько 750 млн років тому Родинія зазнала руйнації на три континенти: Прото-Лавразія, Конголезький кратон і Прото-Гондвана Після цього Західно-Африканський кратон увійшов до складу суперконтиненту Паннотія, що існував під час Панафриканського орогенезу 600–540 мільйонів років тому.Пізніше він став частиною Гондвани, а ще пізніше частиною Пангеї, суперконтиненту, який існував протягом палеозою і мезозою близько 250 мільйонів років тому, до відокремлення Північної та Південної Америки від Євразії та Африки і континенти почали дрейфувати в бік їх поточної конфігурації.

## Земля-сніжка

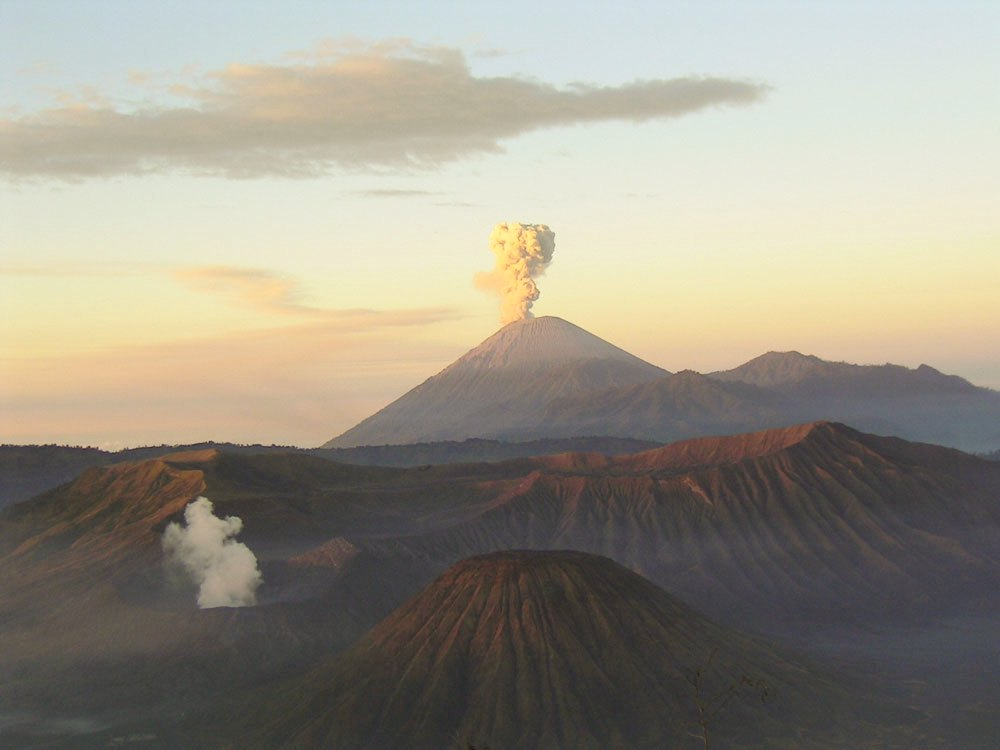
Вулкани, можливо, зіграли провідну роль у скасуванні глобального льодовикового періоду Земля-сніжка

Прихильники теорії Земля-сніжка стверджують, що близько 530 млн років тому Земля зазнала надзвичайно холодний період. Океани були покриті товстим шаром криги, а їх сніговий покрив відбивав сонячне проміння через безхмарне небо. Тільки прості форми життя могли вижити на великих глибинах біля океанічних гідротермальних джерелВ кінці цього періоду край Західно-Африканського кратону було оточено кільцем вулканів. Теплова активність була викликана надмірним теплом мантії, що було накопичено під кратоном, ізольовано від літосфери. Вулканічні виверження створили парниковий ефект в планетарному масштабі, танення льоду і викидання CO2 в атмосферу. Клімат швидко стає набагато тепліше, ніж сьогодні, в результаті відбувся кембрійський вибух різноманіття форм життя

## Особливості
Під час дрейфу, у різний час кратон було покрито льодовиковими щитами, лісами, болотами або посушливими пустелями, через що поверхня зазнала значної ерозії. У більшості місць фундамент похований під молодшими вулканічними і осадовими відкладеннями.

### Антиатлас і Атлаські гори
Хребет Антиатлас утворився у палеозої (~ 300 млн років тому), в результаті континентальної колізії. Сьогоденна Північна Америка, Європа і Африка були у складі двох колишніх континентів, Євроамерики і Гондвани, на межі яких, під час Аллеганського орогенезу, утворилися прадавні Центрально-Пангейські гори.
В третинному періоді (65 мільйонів до ~ 1,8 млн років тому), відбулася континентальна колізія Іберійської та Африканської плит в результаті чого були утворені хребти гір Атлас.
Через довший процес ерозії Антиатлас в середньому нижче за сусідній Атлас.

### Сахарський басейн
На південь від Атлаських гір, поверхня Західно-Африканського кратону пласка, в основному пустеля або суха савана крім узбережжя Атлантичного океану або Гвінейської затоки. Це є стародавні осадові басейни, на кшталт басейну Тауденні, що мають великі запаси нафти і газу

### Південний регіон
Підмурівок у південному регіоні Західно-Африканського кратона перекривається наносами вивітрювання вулканів, що молодше, ніж власне кратон. Відкладення на Щиті Ман, послідовність Біріміан — метаосад і метавулканіти можна знайти в нижньопротерозойських породах Гани, Гвінеї, Малі, Буркіна-Фасо, Кот-д'Івуарі, Ліберії і є важливим джерелом великих родовищ золота

## Інтернет-ресурси
- ОДНА З НАЙДРЕВНІШИХ ДІЛЯНОК ЗЕМНОЇ КОРИ

| Рельєф | Це незавершена стаття з геотектоніки. Ви можете допомогти проєкту, виправивши або дописавши її. |